# Zero Gravity (canção de Kate Miller-Heidke)
"Zero Gravity" é uma canção interpretada pela cantora australiana Kate Miller-Heidke. Foi lançado como single em 25 de janeiro de 2019 e foi a entrada da Austrália no Eurovision Song Contest 2019 depois de ganhar o júri e a votação do público no Eurovision - Australia Decides em 9 de fevereiro de 2019.
Em entrevista à emissora SBS, Miller-Heidke disse que sempre soube da Eurovisão, mas passou a investir mais desde que a Austrália se envolveu. Ela disse: "Acho que o que adoro no Eurovision é a permissão para ficar um pouco maluca e adoro como ele abrange todos os gêneros e níveis de música experimental e performance. Adoro como isso é teatral."
A música foi tocada durante a primeira semifinal do Eurovision em 14 de maio de 2019, e qualificada para a final. Terminou em nono lugar com 284 pontos. A apresentação contou com a presença do cantor e dois dançarinos em grandes postes flexíveis, usando o peso de seu corpo para se balançar no ar acima do palco.

## Plano de fundo
"Zero Gravity" foi chamada de música  pop-opera. Miller-Heidke escreveu a música seguindo sua experiência com depressão pós-parto após o nascimento de seu filho, Ernie, e como ela se sentiu "sem peso" enquanto se recuperava. " Miller-Heidke disse: "Para mim, após o nascimento do meu filho, Ernie, passei por um longo período sentindo como se tivesse perdido minha identidade e me sentindo meio nebuloso e desanimado de várias maneiras, e demorou um pouco alguns anos depois que ele nasceu para eu sentir que estava recuperando minha força e clareza e motivação, e um senso de quem eu era também. E foi uma sensação incrível e foi isso que essa música tentou capturar. "

## Recepção crítica
auspOp analisou a faixa, chamando-a de "fofa, dançante, peculiar, nervosa e um pouco maluca. Ela mistura pop, dança e até ópera e permite que Kate mostre sua extraordinária habilidade vocal. Tão perfeita, ao que parece."

## Lista de faixas
Todas as faixas compostas por Kate Miller-Heidke, Keir Nuttall e Julian Hamilton, com letras de Miller-Heidke e Nuttall.
1. "Zero Gravity" – 2:57
2. "Zero Gravity" (Acoustic) – 3:38
3. "Zero Gravity" (Radio Edit) – 2:39
4. "Zero Gravity" (7th Heaven Remix) – 3:55
5. "Zero Gravity" (Where It's ATT Remix) – 3:13
6. "Zero Gravity" (Donatachi Remix) – 2:59

## Gráficos
| Gráficos (2019)                       | Pico posição |
| ------------------------------------- | ------------ |
| Austrália (ARIA)                      | 95           |
| Lituânia (AGATA)                      | 64           |
| Escócia (Scottish Singles Chart)      | 62           |
| Suécia Heatseeker (Sverigetopplistan) | 2            |
| Reino Unido (Singles Downloads Chart) | 57           |

## Release history
| Região   | Data            | Lançamento           | Formato                     | Label                     |
| -------- | --------------- | -------------------- | --------------------------- | ------------------------- |
| Diversas | 25 January 2019 | Original             | Digital download, streaming | Universal Music Australia |
| Diversas | 19 April 2019   | 7th Heaven Remix     | Digital download, streaming | Universal Music Australia |
| Diversas | 19 April 2019   | Where It's ATT Remix | Digital download, streaming | Universal Music Australia |
| Diversas | 26 April 2019   | Radio edit           | Digital download, streaming | Universal Music Australia |
| Diversas | 3 May 2019      | Acoustic             | Digital download, streaming | Universal Music Australia |
| Diversas | 14 May 2019     | EP                   | Digital download, streaming | Universal Music Australia |